# 豪斯耶爾維
60°47′15″N 25°01′40″E / 60.78750°N 25.02778°E

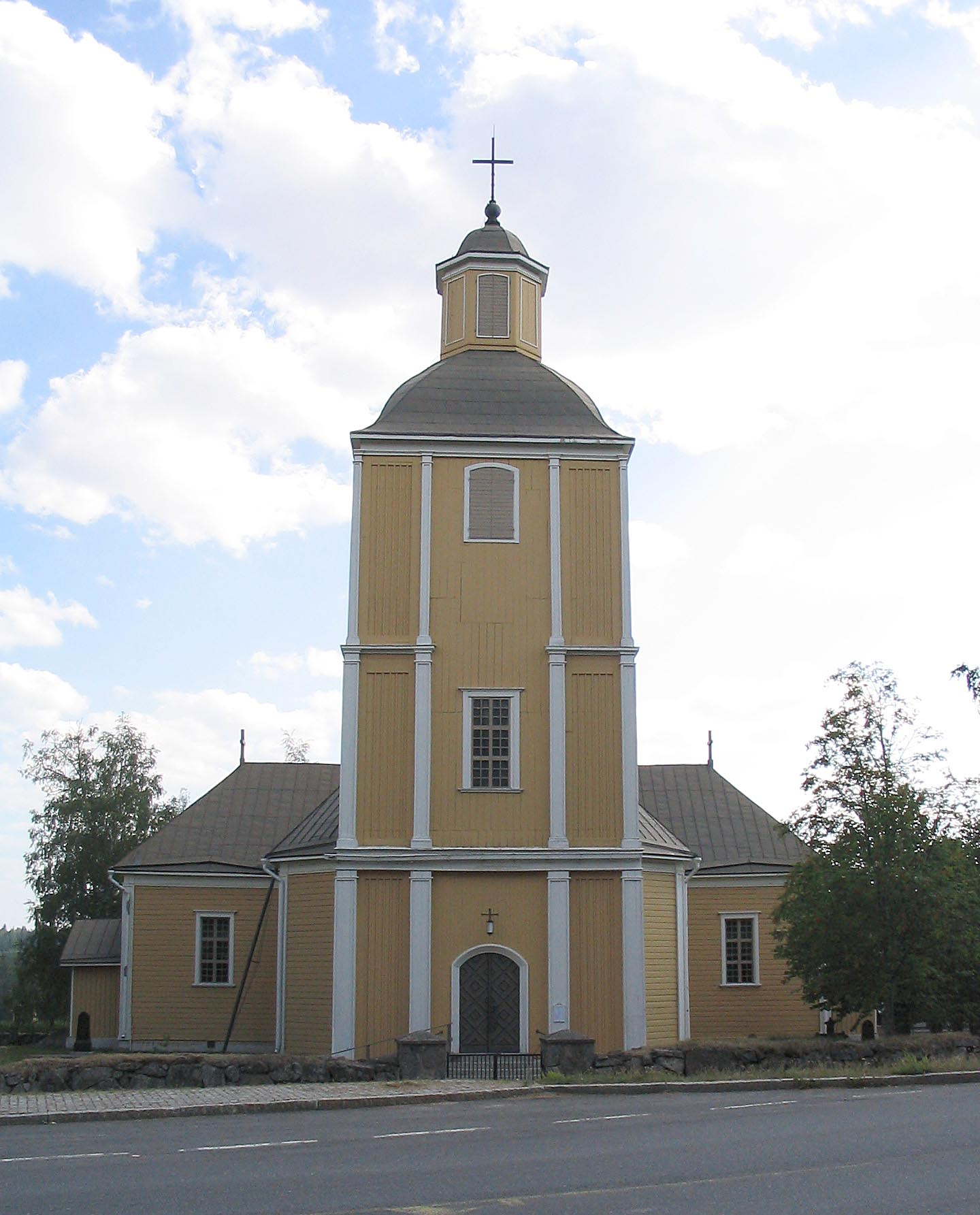
豪斯耶尔维教堂

豪斯耶爾維（芬蘭語：Hausjärvi）是芬蘭的市鎮，位於該國南部，由坎塔海梅区負責管轄，始建於1868年，面積399平方公里，2013年人口8,864，人口密度為每平方公里22.74人。

## 外部連結
- Municipality of Hausjärvi（页面存档备份，存于） – Official website